# Ніколае Татарану
Ніколае Татарану (рум. Nicolae Tătăranu; 3 жовтня 1890 — 13 березня 1953, Бухарест) — румунський військовий діяч, корпусний генерал. Кавалер Лицарського хреста Залізного хреста.

## Біографія
Навчався у піхотній військовій школі в Бухаресті (1908-1910).
Коли Румунія вступила у війну, був командиром 1-ї роти велосипедистів 2-го батальйону мисливців «Регіна Єлизавета», у званні лейтенанта, потім капітана

#### Перша світова війна
У битві під Ізвоареле 16 листопада 1916 року був поранений в ногу і евакуйований до шпиталю Центральної школи в Бухаресті, де був прооперований лікарем Маріусом Наста. 23 грудня 1916 року був переведений до шпиталю № 118, який був встановлений в приміщенні Автомобільного клубу перед Королівським палацом. Оскільки існував ризик, що після одужання його переведуть до табору в Німеччині, 5 квітня 1917 року він втік з лікарні з наміром перетнути лінію фронту і повернутися до румунських військ. У супроводі двох інших товаришів, які втекли з того ж шпиталю, 21 квітня 1917 року він прибув до Плоєшть, але наступного дня їх заарештували і відвезли до в'язниці. Через місяць їх судили, і суд вирішив евакуювати їх до табору в Німеччині для винесення вироку.
В ніч з 29 на 30 травня, після виїзду з Бухареста до німецького табору, він зістрибнув з поїзда біля Завідень, незабаром за ним зістрибнули ще двоє товаришів, сержант Василій Якобеску та сержант Олександр Куліковський, а також старший лейтенант Василь Якобеску. Васіле Якобеску та сержант Флорін Радулеску. Флорін Радулеску. Після багатьох пригод, 22 червня вони прибувають до Бухареста. Загнані в кут агентами, які їх розшукували, вони переїжджали з одного місця на інше, поки 17 липня не попрямували до румунських військ на півдні Молдови, обравши маршрут Бухарест-Інотешть-Чептура-Санжеру-Кишинів-Гойдешть-Мунцієй-Бузеулуй, а звідти, в залежності від ситуації, обирали найбільш підходящий маршрут. В ніч з 29 на 30 липня, подолавши 210 км, з яких 145 км в горах, їм вдалося перетнути лінію фронту і дістатися до району дислокації 18-го Доробанського полку в Горжі. Прибувши до корпусу, вони дізнаються, що їм вже більше року як присвоєно звання капітана. Після 4 серпня кожен з них був призначений до підрозділів на фронті

#### Міжвоєнний період
Татарану навчався у Вищій військовій школі в Парижі (1921-1923). 1 жовтня 1928 року його призначили військовим аташе Румунії у Франції, посаду, яку він обіймав до 1 лютого 1931 року, одночасно займаючи аналогічні посади в Брюсселі (1929) і Мадриді (1930).
За даними румунських спецслужб, після від'їзду кронпринца з країни (1926), Тетяну симпатизував ліберальним колам, але після повернення Кароля II повернувся до прихильності короля. Незалежно від своїх королівських симпатій, він проявив себе як викладач у Вищій військовій школі.
Іон Антонеску призначив Татарану заступником начальника Генерального штабу. На цій посаді 22 жовтня 1940 року він підписав Протокол про врегулювання питань, що виникають у зв'язку з присутністю в Румунії німецької військової місії

#### Друга світова війна
З 9 вересня по 30 жовтня 1941 року, під час Битви за Одесу, був призначений начальником штабу 4-ї армії.
Нагороджений 14 листопада 1941 року орденом «Міхай Вітеазул» III класа
4 липня 1942 року його призначили командиром 20-ї піхотної дивізії, якою він  керував під час наступу радянських військ на Дон, який вони перетнули 7 серпня, а потім просунулися на 75 км до Сталінграда. Радянські війська чинили опір. На річці Аксай 20-та дивізія перейшла до оборони, спочатку на 28-кілометровому, а потім на 40-кілометровому фронті, щоб дати можливість військам німецької 6-ї армії та іншим силам румунського 6-го корпусу просунутися вздовж залізниці Котельниково-Сталінград. Після захоплення зовнішнього поясу Сталінграда (лінії Аксая) 15-18 серпня 1942 року 20-та піхотна дивізія була введена на фронт на річці Міськова замість німецької 297-ї піхотної дивізії. 28 серпня, в рамках німецького загального наступу, вона атакувала проміжний оборонний пояс Сталінграда (річка Міська) у взаємодії з німецьким 48-м танковим корпусом, і до 1 вересня їй вдалося захопити лінію Міська (залізнична станція Тебектерезова - Абганерово) до річки Церковної, яку вона форсувала у взаємодії з німецькими 14-ю і 24-ю танковими дивізіями, зайнявши Зібенко і залізничну станцію Босагун.
У період з 2 по 9 вересня у взаємодії з вищезгаданими німецькими частинами вона захопила село Пестянка (на південній околиці Сталінграда), Стару Дуборову і висоту Тригургана, а в період з 10 по 17 вересня перейшла до оборони досягнутого рубежу, щоб убезпечити фланг і тил німецьких військ, що наступали на Сталінград, а потім передала свій сектор бойових дій німецькій 271-й піхотній дивізії, яка зайняла фронт між Ягодою і Тундутово.
Вранці 20 листопада 1942 року, після важкої артилерійської підготовки, включаючи «катюші», 20-та дивізія зазнала шоку від масованої радянської танкової атаки. Незважаючи на опір 91-го полку і 20-го піонерського батальйону, ворог прорвав фронт у напрямку Тундутово та Іванівки, вздовж залізничного насипу, проникнувши в тил і на правий фланг дивізії. Після опору, що тривав близько години, румунські солдати, що знаходилися в напрямку радянських військ, були вбиті або взяті в полон; врятуватися вдалося лише 2-3 офіцерам і 30-40 солдатам.
У той же час російські танки увірвалися в сектор 2-го дивізіону 40-го артилерійського полку, розгромивши його позиції. О 10 годині росіяни також атакували в центральному і північному секторах дивізії; з 1-го батальйону 83-го піхотного полку врятувалося лише 32 людини.
Втручання німецької 29-ї моторизованої дивізії та «енергійні накази відповідно до ситуації» за оцінкою генерала Ервіна Єнеке, командира німецького 4-го армійського корпусу, дозволили створити новий оборонний фронт. Залучивши резерви на передовій, 21 листопада, разом із сусідніми німецькими частинами, вона перейшла в контратаку. Фронт остаточно стабілізувався на схід від Гаврилівки до 22 листопада, коли за наказом німецького 4-го корпусу 20-та дивізія відірвалася і рушила на північ вздовж лінії Ягодні, на захід від Зібенки, де незабаром потрапила в оточення разом з німецькою 297-ю піхотною дивізією. 23 листопада, через скрутне становище дивізії, її частини, замінені німецькими військами, відступили до місця перегрупування на північний схід від Ракотіно.
Бої проти радянських танків тривали безперервно, при мінус 30-градусному морозі та сніговому покриві висотою понад 50 сантиметрів. Особливо відзначився 82-й піхотний полк, який на початку грудня відбив атаку двох російських дивізій і був згаданий у наказі командирами 294-ї дивізії, 4-го корпусу та німецької 4-ї танкової армії; цей подвиг був також високо оцінений берлінською радіостанцією. Полк був нагороджений орденом Михайла Хороброго III ступеня, а 50 солдатів - орденом Залізного Хреста I і II ступенів.
24 серпня 1944 року був призначений командувачем 6-го армійського корпусу, який очолював під час боїв у Таргушорул Ноу біля Плоєшть, у боях на Трансільванському плато, на Тарнавській слюді та на Муреші до 29 вересня 1944 року. 
Невдовзі після звільнення у запас (березень 1945 року) він захворів, і його доглядали донька та зять Думітру Бедеску. Він перебував під наглядом Головного управління безпеки і помер 14 травня 1953 року, у віці 62 років. Тим часом він потрапив під приціл комуністичних репресивних органів, будучи звинуваченим в участі у репресіях проти страйкуючих робітників 13 грудня 1918 року, разом з генералами Маргіняну і Штефанеску, полковником Келатореску, майорами Багулеску, Чіру і Аргіром та капітанами Георгеску-Штефанешті і Гікою Іонеску. 
Був звільнений від кримінального переслідування Генеральною прокуратурою  через два роки після його смерті, згідно з Постановою № 52 від 1955 року.

## Нагороди
- Командор ордена Зірки Румунії (8 червня 1940)
- Орден Михая Хороброго 3-го класу (14 листопада 1941)[5]
- Залізний хрест 2-го і 1-го класу
- Лицарський хрест Залізного хреста (17 грудня 1942)